# 蒂莫西·施赖弗
蒂莫西·佩里·施赖弗（英語：Timothy Perry Shriver，1959年8月29日—）是美国残疾人权利活动家、电影制片人和教育家，自1996年以来一直担任特殊奥林匹克运动会主席。他是肯尼迪家族的成员，是特奥会创始人尤尼斯·肯尼迪·施赖弗和和平队創始人萨金特·施赖弗的第三个孩子，已故美國總統約翰·甘迺迪的外甥。